# Liste der Klassischen Archäologen an der Martin-Luther-Universität Halle-Wittenberg
In der Liste der Klassischen Archäologen an der Martin-Luther-Universität Halle-Wittenberg werden alle Hochschullehrer gesammelt, die an der Martin-Luther-Universität Halle-Wittenberg lehrten. Das umfasst im Regelfall alle regulären Hochschullehrer, die Vorlesungen halten durften, also habilitiert waren. Namentlich sind das Ordinarien, Außerplanmäßige Professoren, Juniorprofessoren, Gastprofessoren, Honorarprofessoren, Lehrstuhlvertreter und Privatdozenten. Archäologen des Mittelbaus (Dozenten: Assistenten und Mitarbeiter) sind nur in begründeten Ausnahmefällen berücksichtigt.
1738 nutzte Johann Heinrich Schulze erstmals antike Münzen in seinen Vorlesungen. Seit 1845 gibt es eine Professur an der Universität, die als erstes mit Ludwig Ross besetzt wurde. 1882 wurde Heinrich Heydemanns außerordentliches Ordinariat in einen Lehrstuhl umgewandelt, der bis zum Ausscheiden Herbert Kochs 1950 Bestand hatte. In der DDR wurde die Professur erst 1984 mit Manfred Oppermann wieder besetzt, seit 1994 gibt es auch wieder einen Lehrstuhl, den bis 2010 Andreas E. Furtwängler innehatte. Seit 1927 ist die Klassische Archäologie mit der Alten Geschichte und der Klassischen Philologie in einem gemeinsamen Institut verbunden, in der DDR-Zeit kam zeitweise auch die orientalische Archäologie hinzu. Seit 2006 gehört der Lehrstuhl für Klassische Archäologie sowohl zum Institut für Altertumswissenschaften als auch zum Institut für Kunstgeschichte und Archäologien Europas. In dem 1891 als Archäologisches Museum der Universität errichteten Gebäude sind heute neben den Museumssammlungen und der Klassischen Archäologie auch das Institut für Altertumswissenschaften und die gemeinsame Bibliothek untergebracht.
Angegeben ist in der ersten Spalte der Name der Person und ihre Lebensdaten, in der zweiten Spalte wird der Eintritt in die Universität angegeben, in der dritten Spalte das Ausscheiden. Spalte vier nennt die höchste an der Universität Halle-Wittenberg erreichte Position. An anderen Universitäten kann der entsprechende Dozent eine noch weitergehende wissenschaftliche Karriere gemacht haben. Die nächste Spalte nennt Besonderheiten, den Werdegang oder andere Angaben in Bezug auf die Universität oder das Institut. In der letzten Spalte werden Bilder der Dozenten gezeigt, was derzeit aufgrund der Bildrechte jedoch nicht immer möglich ist.
| Wissenschaftler                       | von  | bis  | Funktionen                             | Bemerkungen | Bild |
| ------------------------------------- | ---- | ---- | -------------------------------------- | --- | ---- |
| Adolf Schöll (1805–1882)              | 1842 | 1843 | Professor                              | Professor der Archäologie |      |
| Ludwig Ross (1806–1859)               | 1845 | 1851 | Ordinarius                             | 1843 berufen, 1845 Amtsantritt |      |
| Alexander Conze (1831–1914)           | 1863 | 1869 | Außerordentlicher Professor            | |      |
| Richard Schöne (1840–1922)            | 1869 | 1872 | Außerordentlicher Professor            | |      |
| Friedrich Matz der Ältere (1843–1874) | 1873 | 1874 | Außerordentlicher Professor            | |      |
| Heinrich Heydemann (1842–1889)        | 1876 | 1889 | Ordinarius                             | 1976 Außerordentlicher Professor, 1882 Ordinarius und damit erster Lehrstuhlinhaber für dieses Fach in Halle; Begründer der Hallenser Winckelmanns-Programme |      |
| Konrad Wernicke (1862–1900)           | 1889 | 1896 | Privatdozent                           | Spezialist für griechische Kunstgeschichte, insbesondere Vasenmalerei und Plastik; wechselte an das Deutsche Archäologische Institut in Berlin |      |
| Carl Robert (1850–1922)               | 1890 | 1920 | Ordinarius                             | 1890 Professor für Klassische Philologie und Archäologie; 1906/1907 Rektor der Universität, 1881 bis 1921 Herausgeber der Zeitschrift Hermes; nach ihm wurde das Robertinum benannt |      |
| Otto Kern (1863–1942)                 | 1907 | 1931 | Ordinarius                             | 1907 Ordinarius für Klassische Philologie; 1915/16 Rektor der Universität; auch als Ausgräber in Magnesia am Mäander tätig |      |
| Georg Karo (1872–1963)                | 1920 | 1930 | Ordinarius                             | 1920 Ordinarius; wechselte anschließend als erster Direktor des Deutschen Archäologischen Instituts nach Athen |      |
| Herbert Koch (1880–1962)              | 1931 | 1950 | Ordinarius                             | |      |
| Manfred Oppermann (* 1941)            | 1978 | 2006 | Professor                              | 1978 Habilitation, 1984 Professur und damit erste Professur seit Koch 1950, dessen indirekter Nachfolger er damit ist. Nach der Wiedererrichtung des Lehrstuhls (C4) und der Berufung Andreas Furtwänglers nahm er die Position des Leiters des Archäologischen Museums der Universität ein.                                                                                              |      |
| Marcus Nenninger (* 1964)             | 1992 |      | Privatdozent                           | 1992 Wissenschaftlicher Mitarbeiter der Alten Geschichte, 1998 Wissenschaftlicher Assistent, 2004 Privatdozent |      |
| Andreas E. Furtwängler (* 1944)       | 1994 | 2010 | Lehrstuhlinhaber                       | 1991 Habilitation, seit 1994 Inhaber des wieder errichteten Lehrstuhls für Klassische Archäologie (C 4) an der Martin-Luther-Universität Halle-Wittenberg und damit erster Lehrstuhlinhaber seit der Pensionierung von Herbert Koch im Jahr 1950, dessen direkter Nachfolger er damit ist.                                                                                                |      |
| Gunnar Brands (* 1956)                | 1996 | 2022 | Professor                              | 1994 Habilitation im Fach Klassische Archäologie an der FU Berlin, 1996 Lehrstuhlvertretung am Institut für Orientalische Archäologie der MLU, seit 1997 Professor für christliche Archäologie und byzantinische Kunstgeschichte am Institut für Orientalische Archäologie/Seminar für Orientalische Archäologie und Kunstgeschichte, 1997–2003 dort geschäftsführender Institutsdirektor |      |
| Stefan Lehmann (* 1951)               | 1999 | 2018 | Außerplanmäßiger Professor             | 2000 Privatdozent, 2007 Leiter des Archäologischen Museums der Universität, 2009 Ernennung zum Professor |      |
| Jochen Fornasier (* 1968)             | 2007 | 2010 | Privatdozent                           | 2007 Privatdozent, 2010 Umhabilitation nach Frankfurt |      |
| Helga Bumke (* 1966)                  | 2011 |      | Professorin für Klassische Archäologie | W3-Professorin |      |
| Stephan Faust                         | 2019 |      | Kustos                                 | Leiter des Archäologischen Museums der Universität |      |